# Заргартепа
Заргар-тепе — уничтоженные при строительстве в 1980-х годах развалины раннесредневекового согдийского замка, находившегося в полукилометре к северо-западу от замка Сара-тепе, на окраине Самарканда.
Исследователи отмечали, что помещения Заргар-тепе служили жильём для воинов, защищавших замок от завоевателей. Обилие хозяйственно-складских, а может быть и жилых построек во дворе перестроенного замка не противоречит тому, что он, вероятно, оставался жилищем военного отряда: и скромный быт воинов нуждался в какой-то хозяйственной организации. Решающей здесь остаётся «казарменная» спецификация коридорно-гребенчатой планировки.
В 1936 году впервые детально была изучена экспедицией Государственного исторического музея Узбекистана. В 1986-1987 годах Заргартепу исследовали и проводили раскопки работники и учёные Самаркандского археологического института.
Находится на небольшой возвышенности, высотой примерно 9 метров. В ходе раскопок и исследований были найдены глинобитные помещения, остатки стен, построенные из сырых и глинобитных кирпичей, известные в то время комнаты шатранджа, где в пяти рядах найдены остатки ряда пирамидообразные колонны, керамические посуды, а также монеты.